# Provinz Burgos
Burgos ist eine nordspanische Provinz in der Autonomen Region Kastilien-León. In der Provinz leben 358.948 Einwohnern (Stand: 2024) auf einer Fläche von ca. 14.288,92 km². Hauptstadt ist die gleichnamige Stadt Burgos.

## Geographie
Im Norden trennen die Ausläufer des Kantabrischen Gebirges die Provinz Burgos von den Autonomen Regionen Kantabrien und Baskenland. Im Osten grenzt Burgos an die Region La Rioja, im Süden an die Provinzen Segovia und Soria, im Südwesten an die Provinz Valladolid und im Westen an Palencia. Zur Provinz Burgos gehört auch die in der baskischen Provinz Álava liegende Exklave Condado de Treviño mit 1.428 Einwohnern (Stand 2022) und einer Fläche von 260,36 km². Weitere große Städte neben der Hauptstadt Burgos sind Aranda de Duero und Miranda de Ebro.

### Berge
Vom Kantabrischen Gebirge im Norden bis zum Duero erstreckt sich eine Hochebene (meseta); die meisten Orte liegen in Höhen um die 800 m. Im Osten und Südosten der Provinz bildet die Sierra de la Demanda die Grenze der Provinz; sie ist ein Teil des Iberischen Gebirges, mit dem San Millán (2132 m) als höchstem Berg der Provinz – hier liegen viele Orte in Höhen über 1000 m.

### Flüsse
Durch die Provinz Burgos fließen im Süden der Duero und im Osten der Ebro; auch der Río Arlanza, der Río Arlanzón, der Río Esgueva und der Río Oca sind von Bedeutung.

## Bevölkerungsentwicklung der Provinz
Trotz wirtschaftlicher Krisen (Reblaus- und Mehltaukrise im Weinbau, Mechanisierung der Landwirtschaft, Stilllegung bäuerlicher Kleinbetriebe etc.) ist die Gesamtbevölkerung der Provinz im Wesentlichen konstant geblieben. Lediglich der Südosten der Provinz gehört zur bevölkerungsarmen Serranía Celtibérica.

## Verwaltungsgliederung

### Comarcas

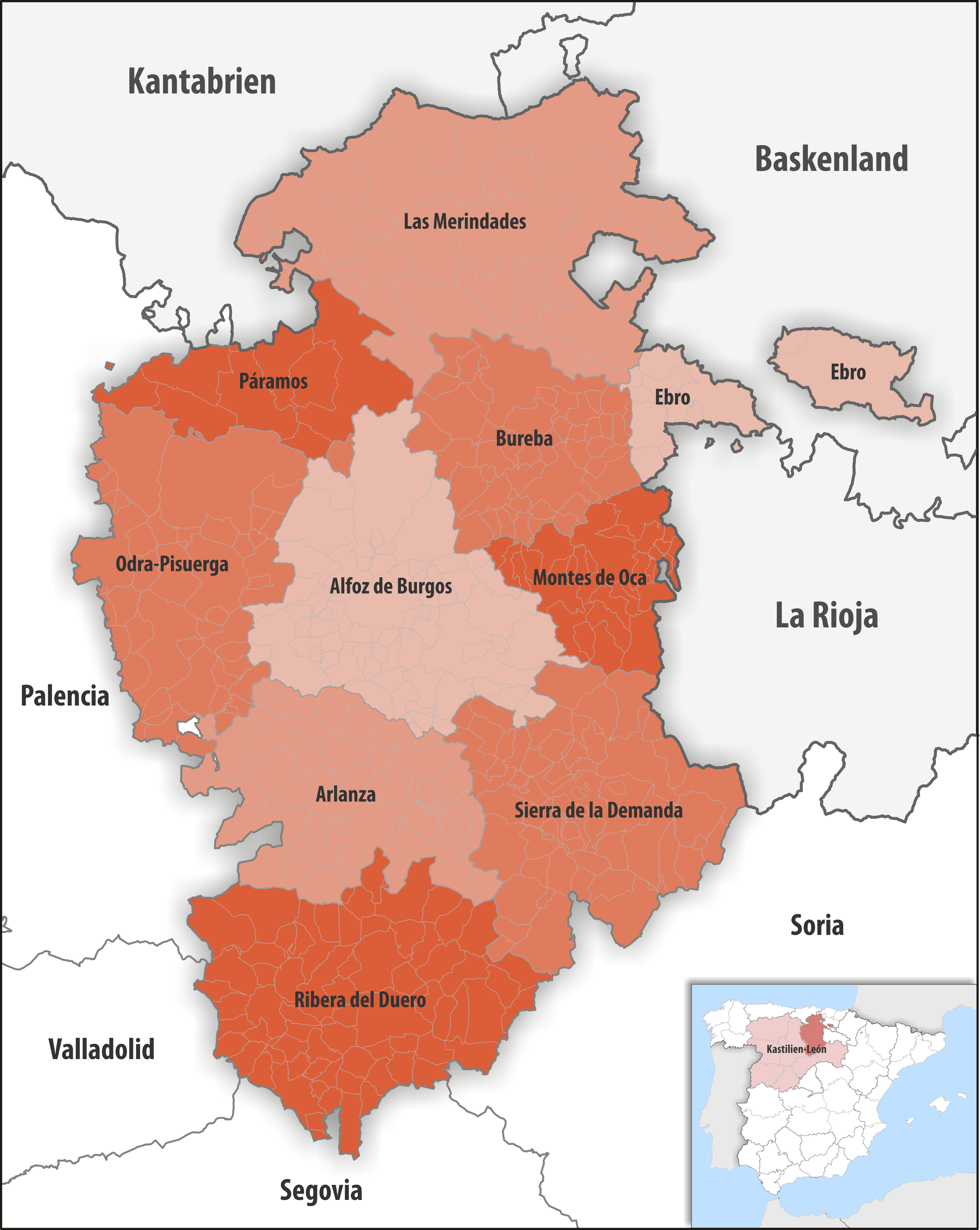
Comarcas in der Provinz Burgos

| Comarca              | Gemeinden | Einwohner (2024) | Fläche km² | Dichte Einw./km² | Hauptort              |
| -------------------- | --------- | ---------------- | ---------- | ---------------- | --------------------- |
| Alfoz de Burgos      | 55        | 202.927          | 1.855,64   | 109              | Burgos                |
| Arlanza              | 45        | 9.167            | 1.402,05   | 7                | Lerma                 |
| Bureba               | 44        | 10.113           | 1.065,35   | 9                | Briviesca             |
| Ebro                 | 11        | 39.212           | 578,51     | 68               | Miranda de Ebro       |
| Las Merindades       | 26        | 21.951           | 2.553,18   | 9                | Medina de Pomar       |
| Montes de Oca        | 26        | 4.932            | 677,18     | 7                | Belorado              |
| Odra-Pisuerga        | 45        | 8.780            | 1.646,71   | 5                | Melgar de Fernamental |
| Páramos              | 8         | 1.560            | 812,20     | 2                | Valle de Sedano       |
| Ribera del Duero     | 64        | 50.275           | 1.959,65   | 26               | Aranda de Duero       |
| Sierra de la Demanda | 47        | 10.031           | 1.738,45   | 6                | Salas de los Infantes |
| Provinz Burgos       | 371       | 358.948          | 14.288,92  | 25               | Burgos                |

### Gerichtsbezirke

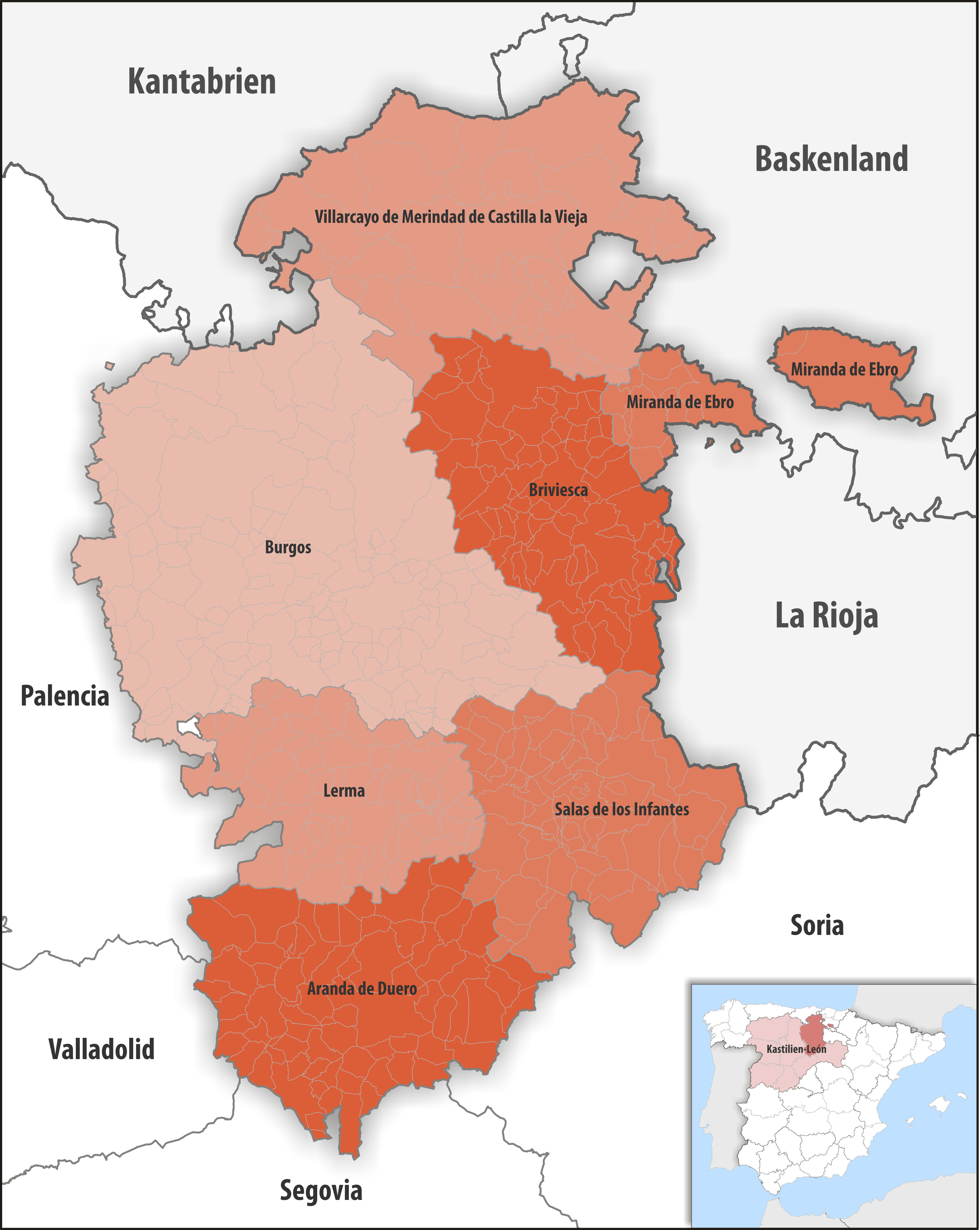
Gerichtsbezirke in der Provinz Burgos

| Gerichtsbezirk                              | Gemeinden | Einwohner (2024) | Fläche km² | Dichte Einw./km² | Hauptquartier                               |
| ------------------------------------------- | --------- | ---------------- | ---------- | ---------------- | ------------------------------------------- |
| Aranda de Duero                             | 64        | 50.276           | 1.963,98   | 26               | Aranda de Duero                             |
| Briviesca                                   | 67        | 14.813           | 1.701,95   | 9                | Briviesca                                   |
| Burgos                                      | 108       | 213.659          | 4.360,35   | 49               | Burgos                                      |
| Lerma                                       | 44        | 8.760            | 1.361,69   | 6                | Lerma                                       |
| Miranda de Ebro                             | 14        | 39.444           | 619,09     | 64               | Miranda de Ebro                             |
| Salas de los Infantes                       | 48        | 10.045           | 1.728,68   | 6                | Salas de los Infantes                       |
| Villarcayo de Merindad de Castilla la Vieja | 26        | 21.951           | 2.553,18   | 9                | Villarcayo de Merindad de Castilla la Vieja |
| Provinz Burgos                              | 371       | 358.948          | 14.288,92  | 25               | Burgos                                      |

## Größte Orte
Stand: 2024
| Gemeinde        | Einwohner |
| --------------- | --------- |
| Burgos          | 176.551   |
| Miranda de Ebro | 36.025    |
| Aranda de Duero | 33.675    |

Kleinste Gemeinde ist Villamedianilla mit 9 Einwohnern.

## Wirtschaft
Die Provinz Burgos ist ganz wesentlich von der Landwirtschaft und der Viehzucht geprägt, die bis zur Mitte des 20. Jahrhunderts hauptsächlich zum Zweck der Selbstversorgung betrieben wurde. Erst durch die Verbesserung der Infrastruktur in der ersten Hälfte des 20. Jahrhunderts bildeten sich überregionale Märkte heraus; die zweite Hälfte des 20. Jahrhunderts stand im Zeichen der zunehmenden Entwicklung des Dienstleistungssektors.

## Sehenswürdigkeiten
Die Provinz Burgos verfügt über zahlreiche, aber insgesamt eher schlecht erhaltene Megalith-Monumente der Jungsteinzeit. Aus römischer Zeit stammt die Stadt Clunia und von den Westgoten ist die Kirche Santa María de Quintanilla de las Viñas erhalten. Die im 8. und 9. Jahrhundert hier ansässigen Mauren hinterließen keine architektonischen Zeugnisse. Nach deren Vertreibung (reconquista) kamen christliche Neusiedler aus Mittel- und Südeuropa (repoblación). Eine neue Blütezeit erlebte das Gebiet im Hochmittelalter – so entstanden zahlreiche romanische Kirchen, die zum Teil über eine Südvorhalle (portico) verfügten (z. B. Santa Cecilia (Barriosuso), Jaramillo de la Fuente). Vom 15. bis 17. Jahrhundert wurden viele Kirchen in gotischem Stil umgebaut; auch entstanden der Isabellinische und der Platereske Stil. Bauliche Veränderungen in der Zeit des Barock sind eher selten, doch verfügen die allermeisten Kirchen – selbst in ländlichen Gebieten – über vergoldete Schnitzaltäre (retablos) aus dieser Zeit.
Neben den größeren Städten Burgos, Miranda de Ebro und Aranda de Duero befinden sich in der Provinz Burgos weitere Sehenswürdigkeiten von hohem Rang – zu nennen sind insbesondere das weltbekannte Benediktinerkloster Santo Domingo de Silos, das zusammen mit den Kleinstädten Lerma und Covarrubias das sogenannte „Dreieck von Arlanza“ (Triangulo de Arlanza) bildet. Dazu gehört auch das seit 2008 nachgebaute mittelalterliche Dorf Territorio ArtLanza in der Gemeinde Quintanilla del Agua y Tordueles, das zahlreiche Besucher anzieht. Aber auch Orte wie Frías, Briviesca, Medina de Pomar u. a. sind sehenswert. Die Hauptstrecke des Jakobswegs (Camino de Santiago) führt quer durch die Provinz.